# گو تاکامینه
گو تاکامینه (انگلیسی: Gō Takamine؛ زادهٔ ۱۲ نوامبر ۱۹۴۸) کارگردان فیلم اهل ژاپن است.